# Các đội tuyển bóng đá quốc gia Việt Nam năm 2008
Lịch và kết quả thi đấu của đội tuyển bóng đá quốc gia Việt Nam các cấp trong năm 2008.

## Đội tuyển Việt Nam
| Ngày                                     | Địa điểm                                    | Đối thủ            | Tỉ số | Giải đấu                  | Cầu thủ ghi bàn                                                                            | Chi tiết |
| ---------------------------------------- | ------------------------------------------- | ------------------ | ----- | ------------------------- | ------------------------------------------------------------------------------------------ | -------- |
| 11 tháng 06                              | Surabaya, Indonesia                         | Indonesia          | 0 - 1 | Giao hữu                  |                                                                                            | [ 1 ]    |
| 06 tháng 07                              | Thẩm Dương, Trung Quốc                      | U23 Trung Quốc     | 2 - 3 | Giao hữu                  | Nguyễn Việt Thắng 39' (pen) · Nguyễn Vũ Phong 90+'                                         | [ 2 ]    |
| 01 tháng 08                              | Hà Nội, Việt Nam                            | U23 Brasil         | 0 - 2 | Giao hữu                  |                                                                                            | [ 3 ]    |
| 01 tháng 10                              | Thành phố Hồ Chí Minh, Việt Nam             | Myanmar            | 2 - 3 | Cúp bóng đá T.P. HCM 2008 | Lê Công Vinh 61' 90+3'                                                                     | [ 4 ]    |
| 03 tháng 10                              | Thành phố Hồ Chí Minh, Việt Nam             | Sinh viên Hàn Quốc | 0 - 1 | Cúp bóng đá T.P. HCM 2008 |                                                                                            | [ 5 ]    |
| 05 tháng 10                              | Thành phố Hồ Chí Minh, Việt Nam             | Turkmenistan       | 2 - 3 | Cúp bóng đá T.P. HCM 2008 | Nguyễn Minh Phương 16' · Lê Công Vinh 90'                                                  | [ 6 ]    |
| 14 tháng 10                              | Hà Nội, Việt Nam                            | Singapore          | 0 - 0 | Giao hữu                  |                                                                                            | [ 7 ]    |
| 30 tháng 10                              | Hà Nội, Việt Nam                            | CHDCND Triều Tiên  | 0 - 0 | T&T Cup 2008              |                                                                                            | [ 8 ]    |
| 16 tháng 11                              | Hà Nội, Việt Nam                            | Thái Lan           | 2 - 2 | T&T Cup 2008              | Nguyễn Việt Thắng 52' · Nguyễn Minh Phương 88'                                             | [ 9 ]    |
| 26 tháng 11                              | Jurong, Singapore                           | Singapore          | 2 - 2 | Giao hữu                  | Lê Công Vinh (pen) · Phan Văn Tài Em                                                       | [ 10 ]   |
| 06 tháng 12                              | Phuket, Thái Lan                            | Thái Lan           | 0 - 2 | AFF Cup 2008              |                                                                                            | [ 11 ]   |
| 08 tháng 12                              | Phuket, Thái Lan                            | Malaysia           | 3 - 2 | AFF Cup 2008              | Phạm Thành Lương 17' · Nguyễn Vũ Phong 73' 88'                                             | [ 12 ]   |
| 10 tháng 12                              | Phuket, Thái Lan                            | Lào                | 4 - 0 | AFF Cup 2008              | Nguyễn Việt Thắng 49' · Phạm Thành Lương 63' · Huỳnh Quang Thanh 66' · Phan Thanh Bình 81' | [ 13 ]   |
| 17 tháng 12                              | Hà Nội, Việt Nam                            | Singapore          | 0 - 0 | AFF Cup 2008              |                                                                                            | [ 14 ]   |
| 21 tháng 12                              | Singapore                                   | Singapore          | 1 - 0 | AFF Cup 2008              | Nguyễn Quang Hải 74'                                                                       | [ 15 ]   |
| 24 tháng 12                              | Sân vận động Rajamangala, Bangkok, Thái Lan | Thái Lan           | 2 - 1 | AFF Cup 2008              | Nguyễn Vũ Phong 40' · Lê Công Vinh 43'                                                     | [ 16 ]   |
| 28 tháng 12                              | Hà Nội, Việt Nam                            | Thái Lan           | 1 - 1 | AFF Cup 2008              | Lê Công Vinh 90+4'                                                                         | [ 17 ]   |
| Việt Nam giành ngôi vô địch AFF Cup 2008 |                                             |                    |       |                           |                                                                                            |          |

## Đội tuyển quốc gia nữ
| Ngày       | Sân vận động                | Đối thủ           | Tỉ số | Giải                                    | Cầu thủ Việt Nam ghi bàn                                       | Chi tiết                                             |
| ---------- | --------------------------- | ----------------- | ----- | --------------------------------------- | -------------------------------------------------------------- | ---------------------------------------------------- |
| 24 tháng 3 | Thành Long T.P. Hồ Chí Minh | Iran              | 4-1   | Vòng loại Cúp bóng đá nữ châu Á 2008    | Văn Thị Thanh 20' Đỗ Thị Ngọc Châm 21', 55' Bùi Thị Phương 86' |                                                      |
| 26 tháng 3 | Thành Long                  | Đài Bắc Trung Hoa | 3-1   | Vòng loại Cúp bóng đá nữ châu Á 2008    | Đỗ Thị Ngọc Châm 6', 22' Đoàn Thị Kim Chi 51'                  | Lưu trữ ngày 27 tháng 3 năm 2008 tại Wayback Machine |
| 28 tháng 3 | Thành Long                  | Myanmar           | 1-0   | Vòng loại Cúp bóng đá nữ châu Á 2008    | Đỗ Thị Ngọc Châm 66'                                           |                                                      |
| 8 tháng 10 | Thành Long                  | Myanmar           | 3-1   | Giải vô địch bóng đá nữ Đông Nam Á 2008 | Đỗ Thị Ngọc Châm 19', 64' Nguyễn Thị Nga 87'                   | Lưu trữ ngày 9 tháng 10 năm 2008 tại Wayback Machine |

## Cầu thủ khoác áo đội tuyển quốc gia
Huấn luyện viên trưởng:  Henrique Calisto
| Số       | Vt | Cầu thủ            | Ngày sinh (tuổi)     | Số trận | Câu lạc bộ                       |
| -------- | -- | ------------------ | -------------------- | ------- | -------------------------------- |
| Thủ môn  |    |                    |                      |         |                                  |
| -        |    | Dương Hồng Sơn     | 20 tháng 11 năm 1982 | 12 (0)  | T&T Hà Nội                       |
| -        |    | Phan Văn Santos    | 30 tháng 09, 1977    | 05 (0)  | Đồng Tâm Long An                 |
| Hậu vệ   |    |                    |                      |         |                                  |
| -        |    | Huỳnh Quang Thanh  | 04 tháng 06, 1984    | 17 (1)  | Becamex Bình Dương               |
| -        |    | Lê Phước Tứ        | 15 tháng 04, 1984    | 15 (0)  | Thể Công                         |
| -        |    | Vũ Như Thành       | 28 tháng 08, 1981    | 11 (0)  | Becamex Bình Dương               |
| -        |    | Nguyễn Minh Đức    | 14 tháng 09, 1983    | 11 (0)  | TCDK Sông Lam Nghệ An            |
| -        |    | Đoàn Việt Cường    | 03 tháng 06, 1985    | 09 (0)  | Cao su Đồng Tháp                 |
| -        |    | Lê Quang Cường     | 02 tháng 01, 1983    | 05 (0)  | SHB Đà Nẵng                      |
| -        |    | Đào Văn Phong      |                      | 04 (0)  | Khatoco Khánh Hòa                |
| -        |    | Phùng Văn Nhiên    | 23 tháng 11 năm 1982 | 04 (0)  | Hoàng Anh Gia Lai                |
| -        |    | Trần Chí Công      |                      | 03 (0)  | Hancofood Cần Thơ                |
| -        |    | Nguyễn Hoàng Vương |                      | 02 (0)  | Becamex Bình Dương               |
| -        |    | Nguyễn Anh Tuấn    |                      | 01 (0)  | Thể Công                         |
| -        |    | Nguyễn Văn Biển    |                      | 01 (0)  | ĐPM Nam Định                     |
| -        |    | Mai Xuân Hợp       |                      | 01 (0)  | XMCT Thanh Hóa                   |
| Tiền vệ  |    |                    |                      |         |                                  |
| -        |    | Phạm Thành Lương   | 10 tháng 09, 1988    | 15 (2)  | Hà Nội ACB                       |
| -        |    | Nguyễn Minh Phương | 05 tháng 07, 1980    | 15 (2)  | Đồng Tâm Long An                 |
| -        |    | Phan Văn Tài Em    | 23 tháng 04, 1982    | 15 (1)  | Đồng Tâm Long An                 |
| -        |    | Lê Tấn Tài         | 04 tháng 01, 1984    | 13 (0)  | Khatoco Khánh Hòa                |
| -        |    | Thạch Bảo Khanh    | 25 tháng 04, 1979    | 12 (0)  | Thể Công                         |
| -        |    | Nguyễn Minh Châu   | 09 tháng 01, 1985    | 12 (0)  | Xi măng Hải Phòng                |
| -        |    | Nguyễn Vũ Phong    | 06 tháng 02, 1985    | 11 (4)  | Becamex Bình Dương               |
| -        |    | Trần Trường Giang  | 01 tháng 11 năm 1976 | 04 (0)  | Becamex Bình Dương               |
| -        |    | Trần Đức Dương     | 02 tháng 05, 1983    | 01 (0)  | ĐPM Nam Định                     |
| -        |    | Phùng Công Minh    | 08 tháng 03, 1985    | 01 (0)  | Becamex Bình Dương               |
| Tiền đạo |    |                    |                      |         |                                  |
| -        |    | Nguyễn Việt Thắng  | 13 tháng 09, 1981    | 17 (3)  | Đồng Tâm Long An                 |
| -        |    | Lê Công Vinh       | 10 tháng 12 năm 1985 | 16 (6)  | TCDK Sông Lam Nghệ An T&T Hà Nội |
| -        |    | Nguyễn Quang Hải   | 01 tháng 11 năm 1985 | 10 (1)  | Khatoco Khánh Hòa                |
| -        |    | Phan Thanh Bình    | 01 tháng 11 năm 1986 | 05 (1)  | Cao su Đồng Tháp                 |
| -        |    | Nguyễn Ngọc Thanh  |                      | 04 (0)  | Xi măng Hải Phòng                |